# John Heartfield
John Heartfield, właśc. Helmut Herzfeld (ur. 19 czerwca 1891 w Berlinie-Schmargendorf, zm. 26 kwietnia 1968 w Berlinie Wschodnim) – niemiecki malarz, grafik, twórca politycznego fotomontażu. Był bratem wydawcy, Wielanda Herzfeldego.

## Życiorys
Helmut Herzfeld urodził się jako pierwsze z czworga dzieci pisarza Franza Helda (właściwie Franza Herzfelda). W roku 1895 Franz Held został skazany na karę więzienia za bluźnierstwo. Po odbyciu wyroku rodzina Heldów przeniosła się do Szwajcarii, potem do Austrii. W roku 1899 rodzice ośmioletniego Helmuta przekazali go wraz z młodszym rodzeństwem rodzinie, po czym w niewyjaśnionych okolicznościach zaginęli bez wieści. Dzieci dostały się do przytułków i rodzin zastępczych, gdyż rodzina nie mogła pozwolić sobie na ich utrzymania.
W 1905 roku Helmut Herzfeld rozpoczął w Wiesbaden 1905 naukę zawodu księgarza, w latach 1908–1911 studiował na Królewskiej Akademii Sztuk Pięknych w Monachium.
W 1915 roku został powołany do wojska, aby uniknąć służby, symulował chorobę psychiczną. Na jesieni tegoż roku poznał malarza i grafika George Grosza. W roku 1916 przybrał angielsko brzmiące nazwisko John Heartfield, chcąc tym sprowokować nienawidzące Anglii mieszczaństwo niemieckie. W 1917 roku założył z bratem Wielandem Herzfeldem w Berlinie wydawnictwo „Malik-Verlag”.
Początkowo zajmował się układem graficznych czasopism „Neue Jugend” (Nowa Młodzież) i „Kleine Grosz-Mappe” (Mała Teka Grosza). Jednocześnie eksperymentował z realizacją dadaizmu w typografii. W ostatnim roku wojny stworzył wraz z George Groszem film rysunkowy dla wojska, które jednak odmówiło przyjęcia dzieła.
31 grudnia 1918 roku został jednym z członków założycieli Komunistycznej Partii Niemiec. Nadal tworzył w duchu dadaizmu. Od roku 1921 zaczął stosować w okładkach książek dla wydawnictwa Malik-Verlag technikę fotomontażu. Nawiązał współpracę z Erwinem Piscatorem.

Od roku 1924 publikował Heartfield polityczne fotomontaże, stanowiące ironiczny komentarz do bieżących wydarzeń. W roku 1929 opublikował, wraz z Kurtem Tucholskim, ilustrowany tom zatytułowany prześmiewczo Deutschland, Deutschland über alles. Od 1930 roku współpracował z Arbeiter Illustrierte Zeitung (Ilustrowaną Gazetą Robotniczą). Ukazał się tam znany fotomontaż z roku 1933, przedstawiający oskarżonego w procesie o podpalenie Reichstagu Georgi Dimitrowa z Marszałkiem Rzeszy Hermannem Göring w zamienionych rolach oskarżyciela i podsądnego.
W 1931 r. spędził rok w Związku Radzieckim, pracując tam nad różnymi projektami.
W 1933 r., po dojściu do władzy nazistów, uciekł do Czechosłowacji przez zieloną granicę. Powodem było szczególne krytykowanie w latach poprzednich nacjonalistycznej retoryki Hitlera i liczne prace ośmieszające przywódcę tej partii. Na emigracji kontynuował pracę twórczą, uczestniczył w wystawach. Wykonał w tym czasie m.in. projekt okładki niemieckiego wydania książki Brachland Petra Jilemnickiego: fotomontaż, w którym wykorzystał fotografię Ireny Blühovej. W 1935 roku przedstawił swoje prace na wystawie w Paryżu.
Po zajęciu Sudetów przez Hitlera Heartfield wydostał się 9 grudnia 1938 roku do Wielkiej Brytanii. Jako były obywatel Niemiec został tam internowany. Współpracował jednak z brytyjskimi wydawnictwami.

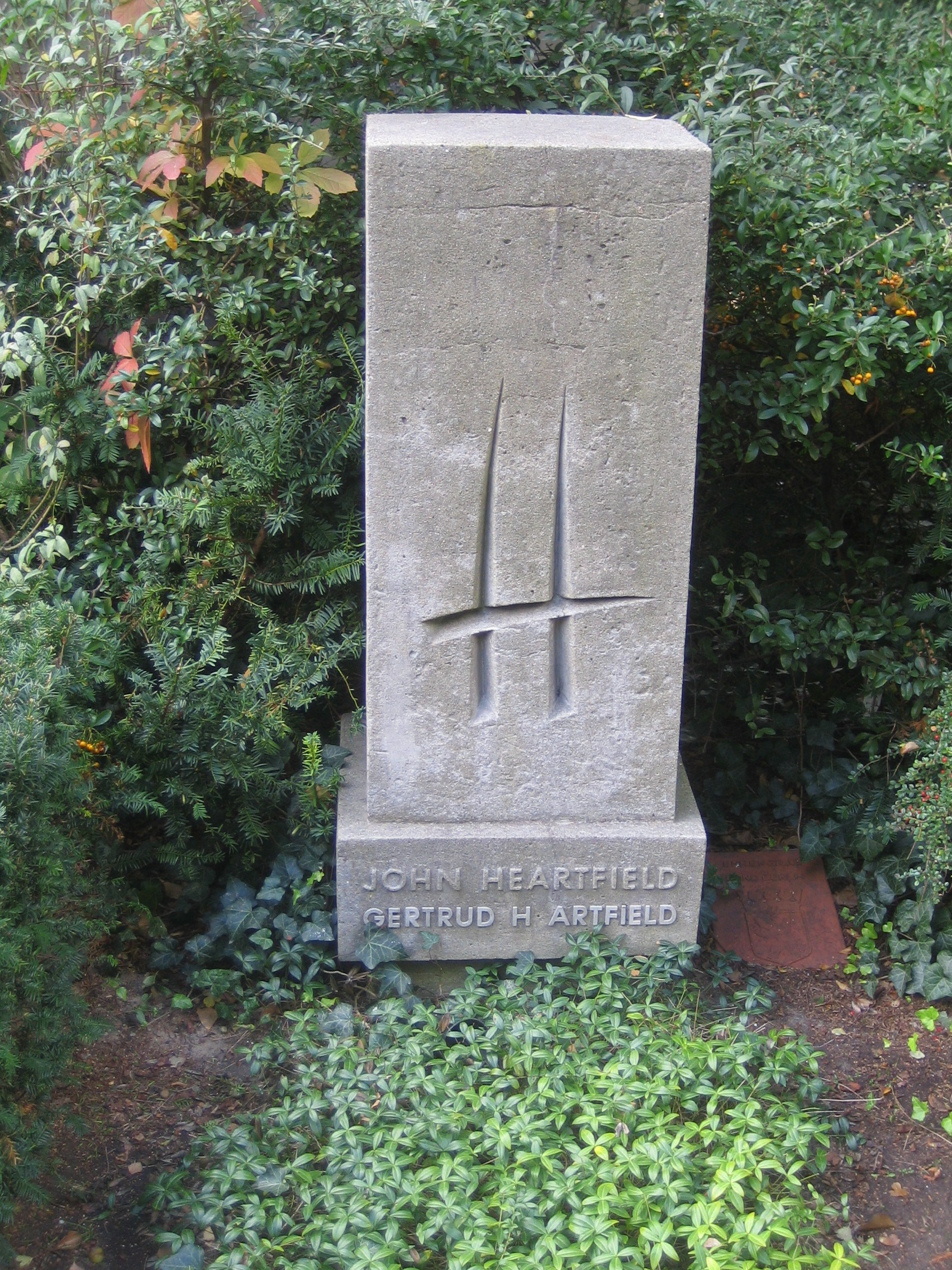
Grób Johna Heartfielda na cmentarzu w Berlinie

31 sierpnia 1948 roku Heartfield powrócił do Niemiec. Zamieszkał w Lipsku, w strefie radzieckiej. Wraz z bratem Wielandem Herzfeldem pracował dla różnych wydawnictw i teatrów NRD. W roku 1956 przeniósł się do Berlina, gdzie został obrany członkiem rzeczywistym Niemieckiej Akademii Sztuk w Berlinie. Od roku 1951 chorował wskutek powtarzających się zawałów serca.
W roku 1962 Wieland Herzfelde wydał książkę John Heartfield. Leben und Werk (John Heartfield. Życie i dzieło) stanowiącą miarodajne źródło dla badań nad Heartfieldem.

## Literatura
- Wieland Herzfelde: John Heartfield – Leben und Werk. Dargestellt von seinem Bruder. Verlag der Kunst, Dresden 1962 (3. wydanie udoskonalone 1976).